# Насканский электрический скат
Насканский электрический скат (лат. Tetronarce semipelagica) — возможный вид скатов из семейства гнюсовых отряда электрических скатов. Это хрящевые рыбы, ведущие донный образ жизни, с крупными, уплощёнными грудными и брюшными плавниками, образующими диск, коротким и толстым хвостом, двумя спинными плавниками и хорошо развитым хвостовым плавником. Подобно прочим представителям своего семейства способны генерировать электрический ток. Обитают в юго-восточной части Тихого океана на глубине до 210 м. Размножаются яйцеживорождением. Не представляют интереса для коммерческого рыболовства. 

## Таксономия
Впервые новый вид был описан в 1985 году как Torpedo semipelagica. Видовое название происходит от слов др.-греч. ἡμι- — «полу-» и πέλαγος — «находящийся в море», «глубокий», он связан с тем, что этих скатов можно встретить как у берега, так и в водной толще. Согласно некоторым источникам, насканский электрический скат является синонимом чилийского электрического ската.

## Ареал
Насканские электрические скаты обитают в юго-восточной части Тихого океана у побережья Чили. Они встречаются на глубине от 175 до 210 м.

## Описание
Грудные плавники этих скатов формируют почти овальный диск. По обе стороны головы сквозь кожу проглядывают электрические парные органы в форме почек. Позади маленьких глаз расположены брызгальца. На нижней стороне диска расположены пять пар жаберных щелей.
Хвост короткий и толстый, оканчивается небольшим треугольным хвостовым плавником. Два небольших спинных плавника сдвинуты к хвосту.

## Биология
Подобно прочим представителям своего отряда насканские электрические скаты способны генерировать электричество. Они размножаются яйцеживорождением. 

## Взаимодействие с человеком
Эти скаты не представляют интереса для коммерческого рыболовства. Международный союз охраны природы ещё не оценил статус сохранности насканских электрических скатов.